# Kalamazoo?
Pour les articles homonymes, voir Kalamazoo.
Pour plus de détails, voir Fiche technique et Distribution.
Kalamazoo? est une comédie américaine réalisée par David O'Malley, sorti en 2006 entièrement tournée dans la ville de Kalamazoo au Michigan.

## Synopsis
Carol (Josie Davis) , Maggie (Mayim Bialik) et Joan (Joanna Clare Scott) sont trois amies de lycée qui ont choisi des différents modes de vie. Elles retournent à Kalamazoo, Michigan pour une soirée de remise des diplômes, mais elles découvrent qu'on doit y ouvrir une capsule temporelle contenant des prédictions. Horrifiées à l'idée d'avoir leurs objectifs inassouvis rendus publics, elles décident de voler la capsule temporelle et de la détruire. Mais elles doivent également faire face à la vie qu'elles ont laissé derrière elles, y compris leurs anciens amours et leurs familles.

## Distribution
- Josie Davis: Carol Cavanaugh
- Mayim Bialik: Maggie Goldman
- Joanna Clare Scott: Joan Branson
- Claire Bloom: Eleanor
- Chita Rivera: Giannina
- Renée Taylor: Golda
- Steven Roy: Paul
- Nathan Anderson: Stephen
- Larry Sullivan: Nate
- Joanne Baron: Mrs. Goldman
- Dee Wallace: Susan
- Michael Boatman: Albert